# Mumetopia nigrimana
Mumetopia nigrimana is een vliegensoort uit de familie van de Anthomyzidae. De wetenschappelijke naam van de soort is voor het eerst geldig gepubliceerd in 1900 door Coquillett.